# Pascal Jenny
Pascal Jenny (né le 6 juillet 1978 à Brünisried) est un footballeur suisse.

## Carrière
- 1995-1997 : Servette FC
- 1997-1998 : FC Winterthur
- 1998-2001 : Yverdon-Sport FC
- 2001-2005 : FC Saint-Gall
- 2005-2007 : Yverdon-Sport FC
- 2007-2008 : Neuchâtel Xamax
- 2008-2009 : FC Fribourg
- 2009-2013 : SC Guin